# 12242 Koon
12242 Koon este o planetă minoră (asteroid), cu un diametru de 37,861 km, din Asteroid troian al lui Jupiter. A fost descoperită pe 18 august 1988 la Observatorul Palomar de Carolyn S. Shoemaker. 
Obiectul prezintă o orbită caracterizată de o semiaxă mare de 5,1029507 UAi, o excentricitate de 0,067, o înclinație de 29,7834 ° în raport cu ecliptica.